# Quốc ca Mauritanie
Quốc ca Mauritanie (tiếng Ả Rập: نشيد وطني موريتاني), còn được biết đến với tên qua đoạn mở đầu "Bilada-l ubati-l hudati-l kiram" (tiếng Anh: Country of the Proud, Guiding Noblemen; tiếng Pháp: Pays des fiers, nobles guides), được thông qua vào ngày 16 tháng 11 năm 2017 và được sáng tác bởi Rageh Daoud.

## Lời bài hát đầy đủ
| Lời tiếng Ả Rập (chữ Ả Rập) | Lời tiếng Ả Rập (chữ Latin) | Dịch sang tiếng Việt |
| --- | --- | --- |
| بلادَ الأُبَاةِ الهُدَاةِ الكِرامْ وحِصْنَ الكِتابِ الذي لا يُضَامْ أيا مَوْريتانِ رَبيعَ الوئامْ ورُكْنَ السَّماحةِ ثَغْرَ السلامْ كورال: سنَحْمي حِماك ونحِن فداكِ ونَكْسُو رُبَاكِ بِلَوْن الأمَلْ وعند نِداكِ نُلَبِّي أجَلْ ٢ بُدورُ سَمَائِكِ لَمْ تُحْجَبِ وشمسُ جَبِينِكِ لَمْ تَغرُبِ نَماكِ الأمَاجدُ مِن يَعْرُبِ لإفْرِيقِيَّا المَنْبَعِ الأعْذَبِ كورال ٣ رَضَعْنَا لِبانَ النَّدَى والإبَا سَجَايَا حَمَلْنَ جَنًى طَيِّبَا ومَرْعًى خَصِيباً، وإنْ أجْدَبَا سَمَوْنَا، فَكَانَ لَنَا أرحَبَا كورال ٤ سَقَيْنا عَدُوَّكِ صَاباً ومُرًّا فَمَا نالَ نُزْلًا ولا مُسْتَقَرَّا نُقَاومُهُ حَيْثُ جَاسَ ومَرَّا نُرَتِّلً إنَّ مَعَ العُسْرِا يُسْرَا كورال (٥) قَفَوْنَا الرسولْ بِنَهْجٍ سَمَا إلى سِدْرَة المجد فوقَ السَّمَا حَجَزْنَا الثرَيَا لَنَا سُلَّمَا رسَمْنَا هُنالِكَ حَدَّ الحِمى كورال ٦ أخَذْنَاكِ عَهْدًا حَمَلْنَاكِ وَعْدًا ونُهدِيكِ سَعْداً لِجِيلٍ أطَلْ كورال النهائي: سنَحْمي حِماك ونحِن فداكِ ونَكْسُو رُبَاكِ بِلَوْن الأمَلْ سنَحْمي حِماك ونحِن فداكِ وعند نِداكِ نُلَبِّي أجَلْ | I Bilāda l-ʾubāti l-hudāti l-kirām Wa-ḥisna l-kitābi l-ladhī lā yuḍām ʾAyā Mūrītāni rabīʿa l-wiʾām Wa-rukna s-samāḥati thaġra s-salām Kūrāl: Sanaḥmī ḥimāki wa-naḥnu fidāki Wa-naksū rubāki bilawni l-ʾamal Wa-ʿinda nidāki nulabbī ʾajal II Budūru samāʾiki lam tuḥjabi Wa-shamsu jabīniki lam taġrubi Namāki l-amājidu min yaʿrubi Liʾifrīqīyya l-manbaʿe l-ʿadhabi Kūrāl III Ra-ḍaʿnā libāna n-nadā wā-l-ʾibā Sajāyā ḥamalna janān ṭayibā Wa-mar ʿan ḥaṣībān, wa-ʾin ʾajdabā Samawnā, fakāna lanā ʾar-ḥabā Kūrāl IV Saqaynā ʿaduaki ṣābān wa-murrān Famā nala nuzulān wa-lā mustaqarrā Nuqāwimuhu ḥaythu jāsa wa-murrān Nurattilu ʾin-na ma'a l-'usri yusrā Kūrāl (V) Qafawnā ar-rasūla bi-nahjin samā ʾIlā sidrati l-majdi fawqa as-samā Ḥajaznā ath-thurayyā lanā sullamā Rasamnā hunalika ḥadda l-ḥimā Kūrāl VI Aḥadhnāki ʿahdan ḥamalnāki wa-ʿadan Wa-nuhdīki saʿadān lijilin aṭal Kūrāl an-nihāʾī: Sanaḥmī ḥimāki wa-naḥnu fidāki Wa-naksū rubāki bilawni l-ʾamal Sanaḥmī ḥimāki wa-naḥnu fidāki Wa-ʿinda nidāki nulabbī ʾajal | IVùng đất kiêu hãnh được dẫn lối bởi những người vĩ đại Pháo đài của cuốn sách không gì ràng buộc nổi Ôi Mauritania, mùa xuân hiền hòa Một góc của sự khoan dung, thiên đường của hòa bình Điệp khúc: Chúng tôi sẽ hy sinh cả mạng sống để bảo vệ Người Và điểm tô những ngọn đồi của Người với sắc màu hy vọng Khi Người gọi, chúng tôi sẽ đáp: "Vâng" II Vầng trăng lưỡi liềm trên bầu trời của Người sẽ không bao giờ phai nhòa Và ánh mặt trời trên trán Người sẽ không bao giờ tắt Bởi những con người Ả Rập cao quý đã tô điểm Người Và những gì quý báu nhất đều là của châu Phi Điệp khúc: III Chúng ta uống dòng sữa ngọt của sương sớm và niềm tự hào Thiên nhiên ban tặng ta trái ngọt Và đồng cỏ màu mỡ, kể cả khi cằn cỗi Chào đón ta như khi ta thăng tiến Điệp khúc: IV Chúng ta sẽ làm cho kẻ thù hứng một cơn mưa như trút nước Cho chúng tiến không được, lùi không xong Chúng ta sẽ đánh cho tới khi chúng cút khỏi đất nước Mong sao nguy nào cũng thành cơ Điệp khúc: (V, khổ này chỉ được hát vào ngày quốc khánh Mauritania lần thứ 57) Chúng ta noi gương người đi trước suốt chặng đường tới bầu trời cao Tới ngọn cây vinh quang giữa bầu trời ấy Nắm giữ chòm Tua Rua như những nấc thang đi lên Và vẽ đường ranh giới của chúng ta Điệp khúc: VI Chúng ta nắm giữ Người như một lời thề và nâng đỡ Người như một lời hứa Và chúng ta thật hạnh phúc khi trao Người cho thế hệ tương lai Điệp khúc cuối: Chúng tôi sẽ hy sinh cả mạng sống để bảo vệ Người Và điểm tô những ngọn đồi của Người với sắc màu hy vọng Chúng tôi sẽ hy sinh cả mạng sống để bảo vệ Người Khi Người gọi, chúng tôi sẽ đáp: "Vâng" |

## Lời bài hát rút gọn
Trong một số dịp quan trọng, một phiên bản ngắn gọn được sử dụng bao gồm khổ một (được lặp lại), đoạn điệp khúc (được tách ra trước dòng ba), khổ hai và khổ sáu.
| Lời tiếng Ả Rập (Chữ Ả Rập) | Lời tiếng Ả Rập (chữ Latin) | Dịch sang tiếng Việt |
| --- | --- | --- |
| بلادَ الأُبَاةِ الهُدَاةِ الكِرامْ وحِصْنَ الكِتابِ الذي لا يُضَامْ أيا مَوْريتانِ رَبيعَ الوئامْ ورُكْنَ السَّماحةِ ثَغْرَ السلامْ كورال: سنَحْمي حِماك ونحِن فداكِ ونَكْسُو رُبَاكِ بِلَوْن الأمَلْ ٢ بُدورُ سَمَائِكِ لَمْ تُحْجَبِ وشمسُ جَبِينِكِ لَمْ تَغرُبِ نَماكِ الأمَاجدُ مِن يَعْرُبِ لإفْرِيقِيَّا المَنْبَعِ الأعْذَبِ ٦ أخَذْنَاكِ عَهْدًا حَمَلْنَاكِ وَعْدًا ونُهدِيكِ سَعْداً لِجِيلٍ أطَلْ ١ بلادَ الأُبَاةِ الهُدَاةِ الكِرامْ وحِصْنَ الكِتابِ الذي لا يُضَامْ أيا مَوْريتانِ رَبيعَ الوئامْ ورُكْنَ السَّماحةِ ثَغْرَ السلامْ كورال: وعند نِداكِ نُلَبِّي أجَلْ | I Bilāda l-ʾubāti l-hudāti l-kirām Wa-ḥisna l-kitābi l-ladhī lā yuḍām ʾAyā Mūrītāni rabīʿa l-wiʾām Wa-rukna s-samāḥati thaġra s-salām Kūrāl: Sanaḥmī ḥimāki wa-naḥnu fidāki Wa-naksū rubāki bilawni l-ʾamal II Budūru samāʾiki lam tuḥjabi Wa-shamsu jabīniki lam taġrubi Namāki l-amājidu min yaʿrubi Liʾifrīqīyya l-manbaʿe l-ʿadhabi VI Aḥadhnāki ʿahdan ḥamalnāki wa-ʿadan Wa-nuhdīki saʿadān lijilin aṭal I Bilāda l-ʾubāti l-hudāti l-kirām Wa-ḥisna l-kitābi l-ladhī lā yuḍām ʾAyā Mūrītāni rabīʿa l-wiʾām Wa-rukna s-samāḥati thaġra s-salām Kūrāl: Wa-ʿinda nidāki nulabbī ʾajal | IVùng đất kiêu hãnh được dẫn lối bởi những người vĩ đại Pháo đài của cuốn sách không gì ràng buộc nổi Ôi Mauritania, mùa xuân hiền hòa Một góc của sự khoan dung, thiên đường của hòa bình Điệp khúc: Chúng tôi sẽ hy sinh cả mạng sống để bảo vệ Người Và điểm tô những ngọn đồi của Người với sắc màu hy vọng Khi Người gọi, chúng tôi sẽ đáp: "Vâng" II Vầng trăng lưỡi liềm trên bầu trời của Người sẽ không bao giờ phai nhòa Và ánh mặt trời trên trán Người sẽ không bao giờ tắt Bởi những con người Ả Rập cao quý đã tô điểm Người Và những gì quý báu nhất đều là của châu Phi VI Chúng ta nắm giữ Người như một lời thề và nâng đỡ Người như một lời hứa Và chúng ta thật hạnh phúc khi trao Người cho thế hệ tương lai I Vùng đất kiêu hãnh được dẫn lối bởi những người vĩ đại Pháo đài của cuốn sách không gì ràng buộc nổi Ôi Mauritania, mùa xuân hiền hòa Một góc của sự khoan dung, thiên đường của hòa bình Điệp khúc: Khi Người gọi, chúng tôi sẽ đáp: "Vâng" |